# サマルカンド・ブルー
『サマルカンド・ブルー』（SAMARKAND BLUE）は、1986年9月5日に吉田拓郎がリリースしたオリジナル・アルバム。

## 制作
全曲N.Yでレコーディングが行われ、音楽プロデューサーとアレンジャーに加藤和彦、作詞を安井かずみを迎えたアルバムで、ライブ活動休止中に発売された。
タイトルの『サマルカンド』というのはウズベキスタンの都市の名前。別名『青の都』と呼ばれているため、このようなアルバムタイトルになった。

## レコーディング
1986年4月28日、レコーディングのためニューヨークへ渡米。5月17日に帰国した。
レコーディング中、安井が拓郎に「あなたはライオンなんだからもっと雄々しく」「もっとセクシーに」と何度も歌い方に注文をつけた。

## 収録曲
- 全作詞：安井かずみ　作曲：吉田拓郎（特記以外）編曲：加藤和彦。

1. レノン症候群
  - 吉田が影響を受けたジョン・レノンが歌詞の中に登場する。
2. サマルカンド・ブルー
  - リタ・クーリッジが1991年に発表したアルバム『ダンシング・ウィズ・エンジェル』にてカバーしている[3]。
3. パラレル
作曲：加藤和彦
4. ロンリー・ストリート・キャフェ
作曲：加藤和彦
5. 七つの夜と七つの酒
6. 時は蠍のように
作曲：加藤和彦
7. 風のダイアローグ
8. 君の瞳に入りたい
9. 初夏'76
10. 人生キャラバン

## 参加ミュージシャン
- Vocals：吉田拓郎
- Guitars & Keyboards：加藤和彦, Mark Goldenberg
- Guitars：高中正義
- Drums：Andy Newmark
- Bass：Willie Weeks
- Percussion：Jimmy Maelen